# Pandemia de gripe A (H1N1) de 2009-2010 en Canadá
La pandemia de gripe A (H1N1), que se inició en 2009, entró en Canadá el 26 de abril del mismo año. Éste fue el tercer país en reportar casos de gripe A en el continente americano.
En la primavera boreal del 2009, un brote de una nueva cepa de influenza (comúnmente conocida como "gripe porcina", pero llamada por la OMS como "gripe A [H1N1]") se desató en México, Estados Unidos y Canadá. La nueva cepa fue identificada como una combinación de diferentes cepas de Influenzavirus A, del subtipo H1N1, incluyendo derivados del subtipo que circula en los humanos (véase influenza humana), en aves (véase influenza aviar), y cerdos (véase influenza porcina). La Organización Mundial de la Salud (OMS) y los Centros para el Control y Prevención de Enfermedades (CDC por sus siglas en inglés) expresaron sus preocupaciones sobre la nueva cepa (la cual se transmite entre humanos) y sobre la posible alta mortalidad en los casos confirmados y sospechosos de México y otros países. Al 10 de julio de 2009, 9.155 casos y 39 muertes habían sido confirmadas en Canadá.

## Primeros casos
Mientras la gripe A seguía expandiéndose por México y Estados Unidos, los casos sospechosos y confirmados de la nueva gripe comenzaron traspasar las fronteras de México y EE. UU., los dos primeros afectados por el brote. Las autoridades canadienses confirmaron sus seis primeros casos el 27 de abril de 2009, cuatro en Nueva Escocia y 2 en Columbia Británica. Mientras que la primera muerte en Canadá se dio en la provincia de Alberta el 28 de abril en una mujer y contaba con 204 casos confirmados, mientras que en Estados Unidos los casos confirmados ascendían a 1.639 casos y 2 muertes y 1.204 en México con 44 muertes.
En Canadá también se dio el 2 de mayo, que por primera vez la gripe del virus A (H1N1) había sido encontrada en los cerdos, en una granja de Alberta. Se sospecha que el granjero había viajado recientemente a México y contagió a los cerdos.

### Brotes a lo largo de Canadá
El oficial médico de Nueva Escocia, el Dr. Robert Strang, dijo el 26 de abril que el Laboratorio Nacional de Microbiología en Winnipeg confirmó en la tarde de 4 personas infectadas en la provincia con edades entre 12 a 18, y se encontraban en recuperándose al enfermarse "levemente" por la gripe A. El cuarto infectado atendía en la Escuela King's-Edgehill en Windsor, Nueva Escocia; y uno de los estudiantes informó de que había ido a la Península de Yucatán.

Cambio antigénico.

Los casos en Columbia Británica eran dos jóvenes de 25 y 35 del B.C. Lower Mainland que recientemente habían regresado de México, según el Dr. Danuta Skowronski, director de influenza y enfermedades en el Centro para Control de Enfermedades, operado por el gobierno provincial. Los casos fueron descubiertos por exámenes de influenza normal por el Centro de Control de Enfermedades después de que un hombre había visitado el doctor con síntomas de la gripe A. Skowronski dijo que ambos habían dicho que querían "auto aislarse" pero no estuvieron oficialmente en cuarentena. Él dijo que la enfermedad parecía "generalizada" en México y que no debían de pensar que la enfermedad solo se encontraba en la Ciudad de México.
Al 27 de abril, Saskatchewan, Ontario, y la Isla del Príncipe Eduardo estuvieron investigando un sinnúmero de casos sospechosos. Además, hubo evidencia de que la enfermedad se propagaba más allá de los cuatro primeros casos en Nueva Escocia, ya que amigos y familiares comenzaban a mostrar síntomas. Robert Strang indicó que esperaba que la propagación de la enfermedad al resto de Nueva Escocia sería en pocas semanas.
Al 30 de abril de 2009, había ocho casos confirmados de gripe en Alberta; siete casos en Calgary y uno en el Norte de Alberta. Esto incluye a cuatro jóvenes que recientemente habían regresado de México. Todos ellos padecieron de la enfermedad pero fue muy leve y ninguno tuvo que ser hospitalizado.
El 30 de abril de 2009, hubo ocho casos confirmados de la gripe A en el Gran Área de Toronto; tres casos en la Región de Durham, 3 en el Puerto Perry (traído desde la Región de Durham) dos en York y uno en la Peel. Esto incluye a tres mujeres que habían regresado de Cancún y después fueron a un casino hasta que tuvieron síntomas y fueron a un hospital. También hubo un caso confirmado en Toronto. El primer caso confirmado en Quebec fue en el Gran Área de Montreal, y otros tres casos que estuvieron bajo investigación.
EL 1 de mayo de 2009, el primer caso en Nuevo Brunswick se confirmó en el Gran Área de Moncton. El director de Salud, el Dr. Eilish Cleary, dijo que probablemente habría más casos en la provincia.
Al 4 de mayo de 2009, los casos confirmados en Canadá sumaban las 140 personas. En la provincia de Alberta se registró el primer caso grave de gripe A (H1N1) en Canadá", declaró la ministra de Salud, Leona Aglukkaq, en conferencia de prensa. La paciente grave, era una joven que se encontraba en cuidados intensivos en la ciudad de Edmonton.
Al 4 de junio de 2009, Canadá contaba con 1,794 casos confirmados siendo, Ontario, la provincia más poblada y la más afectada por el virus con y 894 casos y 2 muertes, y otra muerte en Alberta con 141 casos confirmados, de los cuales la mayoría de los casos en el resto de las 7 provincias infectadas era benigno a excepción de Terranova y Labrador sin ningún caso.

## Primer caso de humano a cerdo (zoonosis)
El 2 de mayo, se reportó por primera vez que la gripe del virus A (H1N1) había sido encontrada en los cerdos, en una granja de Alberta. Se sospecha que el granjero había viajado recientemente a México y contagió a los cerdos.

### Canadá
- FightFlu.ca
- Health Canada: Preparing for a pandemic
- Public Health Agency of Canada: Swine Influenza

### Otros
- Gripe A (H1N1), en la Organización Mundial de la Salud
- Fases pandémicas de la OMS
- Influenza Research Database Database of influenza sequences and related information.
- Centers for Disease Control and Prevention (CDC): Swine Influenza (Flu) (inglés)
- Medical Encyclopedia Medline Plus: Swine Flu (inglés)
- Medical Encyclopedia WebMD: Swine Flu Center (inglés)
- Organización Mundial de la Salud (OMS): Gripe porcina (español)
- Centros para el Control y la Prevención de Enfermedades: Influenza A (H1N1) (gripe A H1N1) (español)
- Enciclopedia Médica Medline Plus: Gripe porcina (español)

- Datos: Q3111601
- Multimedia: 2009 swine flu outbreak in Canada / Q3111601